# Caroline Series
Pour les articles homonymes, voir Series.
Caroline Mary Series (née en 1951) est une mathématicienne britannique connue pour ses travaux en géométrie hyperbolique, sur les groupes de Klein et les systèmes dynamiques.

## Formation
Elle étudie à la Oxford High School for Girls et à partir de 1969 au Somerville College, à Oxford, où elle obtient un B. A. en Mathématiques, en 1972, recevant également le prix de Mathématiques de l'université. Elle obtient une Bourse Kennedy et étudie à l'Université Harvard à partir de 1972, où elle obtient son Doctorat en 1976 sous la direction de George Mackey, avec une thèse intitulée Ergodic action of product groups.

## Carrière et recherches

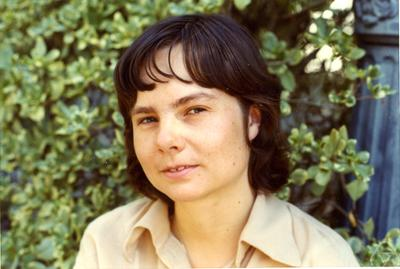
Caroline Series à Berkeley en 1976.

En 1976-77, elle est professeure à l'Université de Californie à Berkeley, et en 1977-78, elle est chercheuse au Newnham College, à Cambridge. À partir de 1978, elle travaille à l'Université de Warwick, d'abord comme chargée de cours, puis à partir de 1987 en tant que maître de conférences, et à partir de 1992 en tant que professeure. De 1999 à 2004, elle est Senior Research Fellow EPSRC (Engineering and physical Sciences Research Council) à Warwick.
Dans les années 1970, Series trouve des illustrations de la théorie des systèmes dynamiques de Rufus Bowen dans la géométrie des fractions continues et dans la géométrie hyperbolique à deux dimensions (effet des Groupes de Fuchs). Après cela, elle mène des recherches sur des motifs géométriques similaires (y compris les fractales) dans des espaces hyperboliques à trois dimensions (avec des groupes de Klein en tant que groupes de symétries). Les images par ordinateur aboutissent à un projet de livre avec David Mumford et David Wright, qui a pris plus de dix ans. Parmi les autres co-auteurs figurent Linda Keen et Joan Birman.
Elle est membre fondateur, avec Gudrun Kalmbach, Bodil Branner, Marie-Francoise Roy et Dona Strauss, de l'association European Women in Mathematics (en 1986).

## Publications
- avec David Mumford et David Wright: Indra's Pearls (en) Cambridge University Press, 2002.
- The geometry of Markoff Numbers Mathematical Intelligencer, Vol. 7, 1985, pp. 24-31.
- Noneuclidean Geometry, Continued Fractions and Ergodic Theory Mathematical Intelligencer, Vol. 4, 1982, p. 24.
- Some Geometrical Models of Chaotic Dynamics La procédure de la Royal Society, 413, 1987, p. 171.
- Series, Wright Non euclidean geometry and Indra´s Pearls, Plus Magazine
- Éditeur avec T. Bedford et M. Keane Ergodic Theory, Symbolic Dynamics and Hyperbolic Spaces, Oxford University Press, 1991 (notamment le chapitre Geometric Methods of Symbolic Coding par Series).
- avec Rufus Bowen: Markov maps associated with Fuchsian groups. Inst. Hautes Études Sci. Publ. Math. No. 50 (1979), 153–170.
- Symbolic dynamics for geodesic flows. Acta Math. 146 (1981), no. 1-2, 103–128.
- avec Joan Birman: Geodesics with bounded intersection number on surfaces are sparsely distributed. Topology 24 (1985), no. 2, 217–225.
- The modular surface and continued fractions. J. London Math. Soc. (2) 31 (1985), no. 1, 69–80.
- avec Linda Keen: Pleating coordinates for the Maskit embedding of the Teichmüller space of punctured tori. Topology 32 (1993), no. 4, 719–749.

## Prix et distinctions
En 1987, elle a reçu le Prix Whitehead Junior décerné par la London Mathematical Society. En 1992, elle occupe la chaire de Conférence Rouse Ball à Cambridge, et en 1986, elle est conférencière invitée au Congrès international des mathématiciens à Berkeley avec une conférence intitulée Symbolic Dynamics for Geodesic Flows. De 1990 à 2001, elle est rédactrice en chef des Student Texts de la London Mathematical Society. En 1986, elle est l'une des membres fondateurs de l'European Women in Mathematics (EWM). En 2003 elle est lauréate de la conférence Forder. En 2009, elle est la professeure invitée « Emmy Noether » à l'Université de Göttingen. Elle est fellow de l'American Mathematical Society.
- 1972-74 bourse Kennedy, Université Harvard.
- 1987 Prix Junior Whitehead, London Mathematical Society[5].
- 2014 Prix Senior Anne Bennett, London Mathematical Society [6],[5].
- 2016 Fellow of the Royal Society[7].
- 2021 : Médaille David-Crighton[8].

## Vie personnelle
Series est la fille du physicien britannique George Series (1920–1995)[réf. nécessaire].